# Änkis träsk
Änkis träsk är en sjö i Finland. Den ligger i Pargas stad i landskapet Egentliga Finland, i den sydvästra delen av landet, 180 km väster om huvudstaden Helsingfors. Änkis träsk ligger 13 meter över havet. Den ligger på ön Norrskata. I omgivningarna runt Änkis träsk växer i huvudsak barrskog. Arean är 11,9 hektar och strandlinjen är 1,75 kilometer lång. Sjön  ingår i Norra Skärgårdshavets avrinningsområde. 